# Anisaster
Anisaster is een geslacht van uitgestorven zee-egels uit de familie Prenasteridae.

## Soorten
- Anisaster arabica Kier, 1972 †